# Lista de subgêneros do visual kei
Esta é uma lista de subgêneros do visual kei, um movimento musical japonês (geralmente de rock, heavy metal e punk rock) caracterizado pelo destaque a estética e expressão artística utilizando visuais elaborados e muitas vezes aparência andrógina. No auge do movimento, nos anos 1990, subgêneros começaram a aparecer.
Criadas e categorizadas pelos fãs e mídia ao longo dos anos após uma forma de expressão comum surgir na cena, há vertentes de existência consensual (como Oshare kei e Kote kei), enquanto outras são pouco mencionadas ou negadas por alguns. Da mesma forma, a definição exata dos subgêneros e as bandas que se encaixam é relativa e as opiniões variam substancialmente, tendo padrões diferentes entre fontes japonesas e não-japonesas. Além disso, os músicos podem apenas lançar um trabalho específico com a temática de um subgênero ou se encaixar em certo subgênero apenas em determinada época da sua carreira. Subgêneros não devem ser confundidos com a moda que os artistas utilizam, como por exemplo Gótico Lolita e Decora. Este artigo busca listar a maior quantidade possível de subgêneros, desde que reconhecidos por múltiplas fontes, também explicando quando são invalidados por outras.

## Angura kei
Angura (アングラ; lit. "underground") é um movimento japonês contra a invasão cultural americana, ocidentalização e comercialismo do Japão, que começou no Japão pós-guerra. Com isso, ele aborda aspectos do Japão mais tradicional e da era Showa.
Tendo a definição ampla de "contracultura", "underground" e "retrô", o subgênero Angura kei costuma ser dado a artistas com diversas expressões de contracultura diferentes, como Mucc, Merry, Kagrra, e Kiryu. As duas primeiras também são frequentemente incluídas no no subgênero Misshitsu kei, descrito como "bizarro e antissistema" e no Eroguro kei (erótico e grotesco). Já as duas últimas, concentradas nos elementos da cultura ancestral japonesa como kimonos e instrumentos tradicionais, representam o subgênero Wafuu kei. Algumas fontes categorizam o Angura kei somente em artistas da definição Wafuu. Enquanto isso, grupos como o Mucc e o Merry seriam classificados como Eroguro kei. Artistas Shironuri kei também tem bastante relação com o Angura kei. Por conta dessa definição vaga e que engloba bandas com conceitos muito diferentes, o website vkgy desencoraja a utilização de Angura kei como subgênero.

## Art kei
As bandas Art kei (アート系) carregam uma conceitual imagem artística, descrita como "delicada, madura e intelectual", com alusão ao feminino e muitas vezes de arte surrealista. Seus visuais (incluindo capas de álbuns e relacionados) apresentam paletas de cores em tons pastéis ou não muito saturadas; elementos naturais como plantas e penas; espaços aconchegantes ou naturais. As roupas podem exibir tecidos fluídos, penteados inventivos e acessórios de cabeça. Os gêneros musicais também são característicos. Artistas art kei tocam principalmente jazz e suas variantes e indie rock. Essa musicalidade carrega serenidade, técnicas, instrumentos acústicos, vocais densos porém delicados, com letras intelectuais.
A história do subgênero começa em meados de 2005, durante os anos finais da banda Fatima, ano que também surgiu a banda Sugar. O vocalista da Fatima fundou a banda Moran, e foram surgindo outros artistas como 9Goats Black Out, amber gris e cocklobin. Todavia, até 2010 todos eles já haviam se separado, fazendo o período de 2008 a 2010 o mais ativo da vertente. Foi quando seu nome começou a ser sugerido, e teve o reconhecimento do pesquisador Visual Doctor Noru em 2019. Bandas atuais de Art kei incluem Umbrella e Fukuro (formada pelo ex vocalista do Dadaroma).

## Cosplay kei
O cosplay kei (コスプレ系) se refere a bandas que se firmemente se fantasiam como personagens, não necessariamente já existentes, criando um conto de fadas. Fantasias recorrentes entre os artistas incluem tokusatsu, mascotes e animais, contos de fadas, sentai, piratas e Halloween.
O nome veio do slogan "super banda de cosplay", da principal banda do subgênero, Psycho le Cému. Todavia, a Da'vid shito:aL é a mais primordial. Há também Mix Speaker's Inc; o alter-ego da Nightmare Sendai Kamotsu; a banda que tem um baterista-urso BabyKingdom; e os personagens de Halloween da Leetspeak Monsters. Em determinado momento, Aikaryu e D utilizaram tema de piratas, a segunda utiliza principalmente o tema de vampiro.

## Eroguro kei
Ero guro é uma forma de arte e expressão japonesa surgida no ínicio do século 20, definida por algo que é erótico (ero) e grotesco (guro) ao mesmo tempo, abordando temas considerados bizarros e chocantes como violência, perversão sexual e decadência. O Cifra Club descreveu que suas roupas podem ir de simples como ternos à elaboradas de forma agressiva, com cicatrizes na maquiagem por exemplo. Bandas que são consensualmente categorizadas como Eroguro kei são a precursora cali≠gari, Merry e The Gallo. Os primeiros anos do Dir en grey também recebem a categorização, levando em conta que em 1999, o videoclipe de "Zan" foi apresentado no programa de televisão Music Station e fez a emissora receber muitas reclamações da audiência chocada com seu conteúdo violento.
No entanto, esse subgênero do visual kei não é reconhecido no Japão. Ocidental, o vkgy não o considera um subgênero por motivos similares ao Angura kei: é "uma definição vaga" que incorpora "temas que foram evocados por centenas de bandas", mencionando que tais artistas se encaixariam então no Misshitsu kei, Showa kayou kei, Kote kei, entre outros. Gara do Merry contou que utiliza a temática eroguro por ser "uma imagem dos períodos Taisho e Showa", que é a definição do Showa kayou kei.

## Ídolos visual kei
Ídolos visual kei (ヴィジュアル系アイドル, Vijuaru kei idoru) são apresentados por vários artistas e portais, porém sua validade é negada por muitos fãs. Em um meio termo, alguns citam como um "potencial subgênero".
Os ídolos japoneses se envolvem com a cena visual kei desde os primórdios. Esse alinhamento ocorre de todas as formas; ídolos que se intitulam visual kei; bandas que se intitulam ídolos; ídolos que são intitulados pelos fãs e mídia; ídolos produzidos por artistas visual kei; ídolos que simplesmente se inspiram na estética visual kei. Há bandas essencialmente visual kei que foram por vezes comercializadas como ídolos pela mídia, como Buck-Tick e Shazna. Sistemas utilizados pelos ídolos também foram propagados na cena visual kei, como os chekis.
Natalie assegurou o grupo Mistress como ídolos visual kei. O grupo GE'LMINATii se auto-intitula visual kei, e o portal Visunavi as descreveu como tal: "uma fusão entre visual kei e ídolos". Elas são produzidas por músicos como Kazuya (Fanatic Crisis) e Ken (D-Shade). O mesmo portal conversou com o grupo Mercuro sobre suas afinidades com o visual kei, mas não o intitulou como ídolos visual kei. Outros portais afirmaram grupos como Lyric Holic Opera Company e Underbeasty como ídolos visual kei. A Oricon notou como a banda SuG assemelhava-se a ídolos e sugeriu o termo; essa alusão vem de uma cultura presente no subgênero Kirakira kei.

## Iryou kei
No Iryou kei (医療系), os artistas empregam uma atmosfera hospitalar de maneira grotesca, fazendo uso elementos como bandagens, tapa-olhos, curativos, luvas, jalecos e uniformes de médicos e enfermeiros, quase sempre manchados de sangue.
A banda mais representativa do subgênero é LuLu, que chamava suas apresentações ao vivo de "exames" e suas músicas de "prescrições". Outras bandas incluem La'Mule, +Isolation, ZXS, Sex-Android e Mercuro. Muitos outros artistas adotaram de forma passageira o conceito do Iryou kei, como Raphael, Malice Mizer, Merry go Round, hide, entre outros.

## Kirakira kei

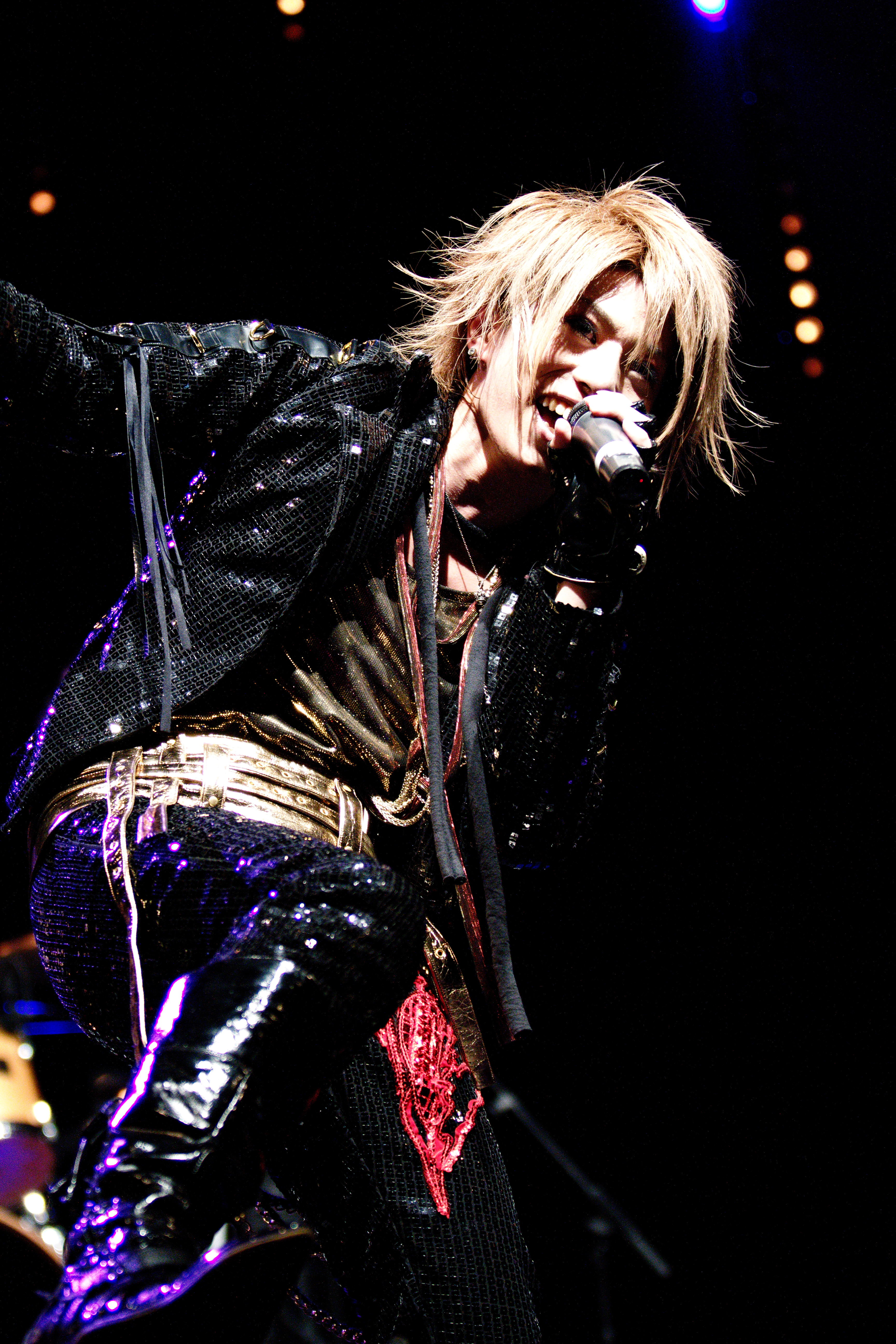
Shin, vocalista da ViViD no Japan Expo, utilizando roupas cintilantes.

O Kirakira kei (キラキラ系) é considerado um sucessor "mais maduro" do Osare kei. A onomatopeia Kirakira (キラキラ) significa "cintilante". Eles apresentam roupas brilhantes e com glitter, coloridas e produzidas, e tocam pop rock com sons eletrônicos como sintetizadores. É dito que o Kirakira kei surgiu por volta de 2010, quando a infantilidade das bandas Osare começou a desaparecer e grupos como An Cafe já possuíam fãs além do público do visual kei. O estilo começou a ficar menos amador e mais sofisticado: o elementos das músicas agora giram em torno de pop altamente polido e adições eletrônicas, os vocais se tornam mais sensatos e menos estridentes, e as roupas e a maquiagem carregam figurinos mais produzidos mais profissionalmente, customizados e reluzentes. Com apresentações voltadas á diversão do público, se assemelham a ídolos, e podem vender bastões e braceletes brilhantes para fãs.
SuG é considerada a vanguardista do Kirakira kei. Ela entrou em uma grande gravadora em 2010, no mesmo ano que outra representante da vertente, a ViViD. Outras bandas incluem BugLug, Shingeki no Awake, Unite e Royz.

## Kote kei
Kote kei (コテ系) ou kotevi kei (コテヴィ系) é o estilo com a aparência mais elaborada e chamativa. É considerado a subcategoria do visual kei clássico e oldschool. Nele, além das bandas clássicas de visual kei, principalmente em seus primeiros anos de carreira, há exemplos mais tardios como Phantasmagoria e Madeth gray'll.
No kote kei, há uma polarização de estilos: o branco "shiro kei" (白系; lit. "estilo branco") e o preto "kuro kei" (黒系; lit. "estilo preto"). Enquanto o Shiro é mais descrito e citado, há fontes que negam a existência do Kuro como uma categoria individual; ele seria apenas o kote kei por si próprio.
Por exemplo, Luna Sea e L'Arc~en~Ciel foram descritos como o "branco" e Kuroyume como o "preto"; enquanto os primeiros anos do Kuroyume foram marcados pela sonoridade pesada, agressiva e visuais sombrios, Luna Sea e L'Arc~en~Ciel combinavam um visual mais sofisticado e suave com post-punk e linhas mais melodiosas.

## Koteosa kei
Koteosa kei (コテオサ系) ou apenas Koteosa é uma fusão entre o Osare e o Kote kei, sendo, em alguns casos, considerado uma evolução do Oshare kei. O subgênero surgiu por volta de 2005, quando diversas bandas populares da época não se encaixavam completamente em nenhum dos dois estilos, mas apresentavam elementos de ambos; não eram macabras e sérias o suficiente para serem Kote, mas também não chegavam a ter a vibração alegre e fofa característica do Osare. Essa mescla torna desafiadora a distinção das bandas que são Koteosa ou não — diversas também são categorizadas como Osare, como a LM.C.
Caracteristicamente, nesse estilo os músicos costumam utilizar peças de moda alternativa urbana como a de Shinjuku e Harajuku, entre elas roupas xadrez,  listradas, de renda e em camadas, mescladas com elementos brilhantes, maquiagem chamativa e muitos acessórios. Também podem apresentar expressões e silhuetas atrevidas. O som do Koteosa combina as melodias cativantes do Osare com a base enérgica e agressiva do Kote, equilibrando sua acessibilidade pop com riffs de guitarra fortes e linhas de baixo marcantes, buscando o impacto na energia do público em apresentações ao vivo. Ressalta-se que há grupos com mais características Osare do que Kote e vice-versa.
Há inúmeros grupos classificados como Koteosa, principalmente os emergidos dos anos 2000 a 2010. Além da LM.C, há The Gazette, Nightmare, Vidoll, Alice Nine, 12012, Kagerou, etc.

## Kurofuku kei
Kurofuku (黒服) significa roupas pretas em japonês. O subgênero Kurofuku kei (às vezes Kuro kei), é dado a bandas que utilizam vestimentas e maquiagem predominantemente na cor preta. O estilo é considerado menos excessivo comparado com outros subgêneros. As roupas incluem ternos, roupas de algodão e couro, calças justas, roupas de cima largas e redes, e acessórios como chokers e colares. O cabelo segue característico do visual kei, altos e armados, porém, em tons comuns como preto, marrom, loiro e raramente ruivo. Visivelmente, traz influência do gótico e seus rítmos musicais, como o post-punk. Também é muito marcado pelo beat rock, um gênero formentado por Boøwy.
Considerado ativo entre 1990 a 1994 aproximadamente, é dado a bandas dessa época como Buck-Tick, D'erlanger e Zi:Kill. Os álbuns Aku no Hana, Basilisk e Close Dance, das respectivas bandas, são considerados primordiais do subgênero. Além destes, há grupos como Rouage, Luna Sea, Gilles de Rais e Justy-Nasty. A razão de ter desaparecido em meados de 1994 é que essas bandas, se não se separaram, suavizaram sua aparência (marcando o início do Soft kei). No entanto, sua influência ainda está presente nas bandas atuais.
Luna Sea realizou shows tematizados de Kurofuku Gentei Gig, onde o código de vestimenta é roupas pretas, nos primeiros dias de sua carreira e os reviveu nos anos 2020.

## Loud kei

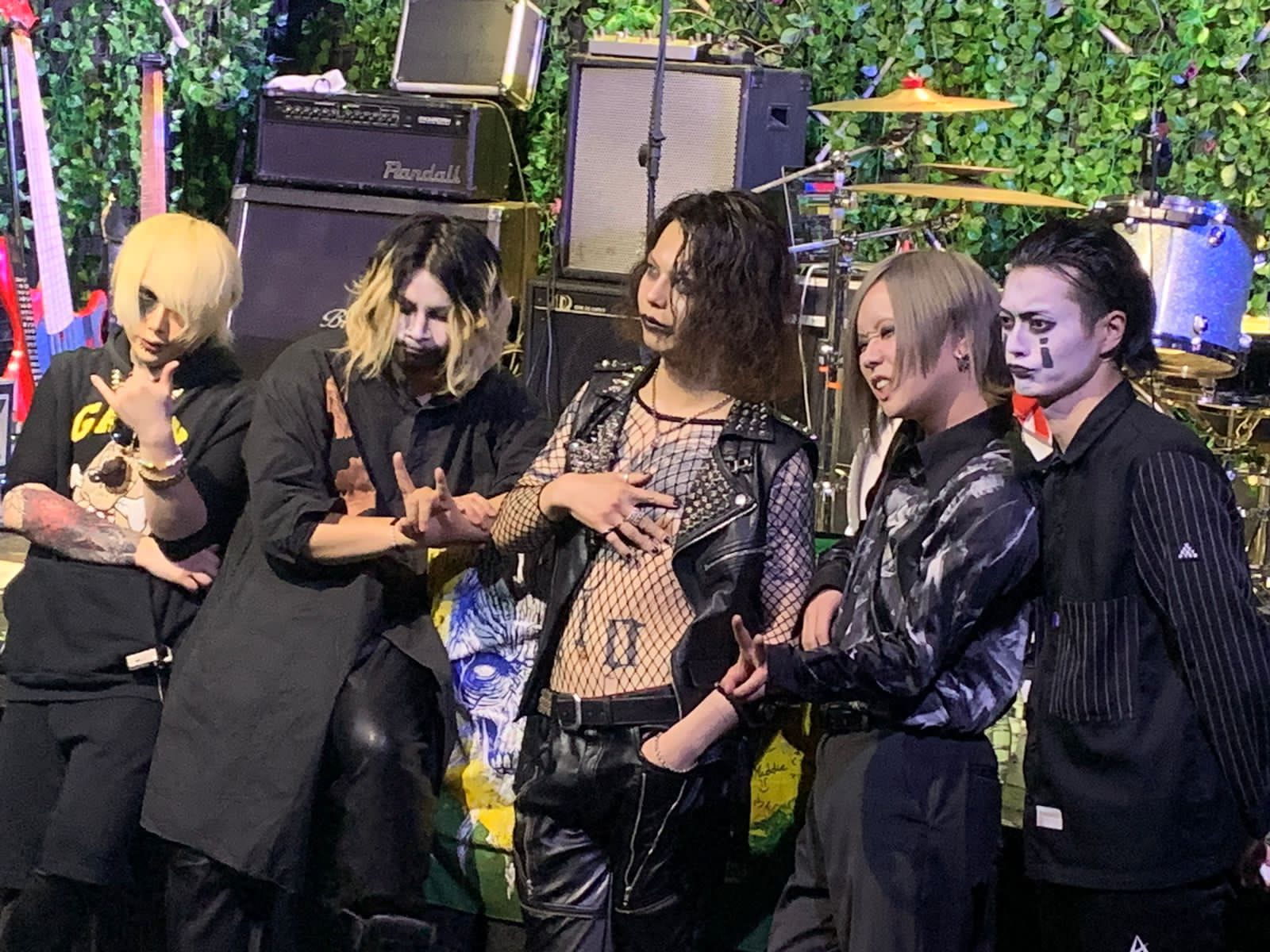
Deviloof, na imagem, recebeu o título de uma das "três gigantes do metal visual kei" junto com Jiluka e Dexcore.

O Loud rock (ラウドロック) é um subgênero derivado do heavy metal e hardcore punk exclusivo do Japão, que abrange bandas que tocam metal moderno com características pesadas, altas e barulhentas, como grupos classificados como nu metal, metalcore, deathcore e screamo. Já o visual kei recebeu a designação Loud kei (ラウド系) (também chamado de V-Kei Loud Rock (V系ラウドロック), Metal visual kei, etc.) para os artistas visual kei que também são loud rock.
O website vkgy define a história do Loud kei em 3 ondas distintas: a primeira de 2004 a 2007, a segunda de 2007 a 2012 e a terceira começou em 2013 e segue até os dias atuais. Ela começou com o "criador de tendências" Dir en grey, que incorporando o nu metal nos trabalhos Six Ugly e Vulgar, seguiu em direção à uma aparência mais semelhante às bandas de metal ocidentais. Pouco tempo depois, surgiram bandas semelhantes como Girugamesh e Sadie, assim como Lynch e Deathgaze que evidenciaram uma tendência do Loud kei em Nagoya. Durante a segunda onda, bandas como Rentrer en Soi, Merry e D'espairsRay modificaram sua aparência anterior para algo mais discreto, muitas vezes na tentativa de atrair um público maior, incluindo o ocidental. No entanto, ainda haviam bandas extravagantes na vertente como Unsraw e Dio - Distraught Overlord. O website define os primórdios da terceira era com a estreia da Deluhi em 2008, que junto com a Nocturnal Bloodlust, fez o visual kei abrir as portas para o metalcore. O período criou forma em 2013 quando bandas como Jiluka e D.I.D surgiram. Tornou-se visivelmente mais forte em 2017, impulsionado por artistas como DIMLIM, Nazare, Deviloof, Dexcore e Jiluka. As três últimas receberam o título de "três cabeças do metal visual kei", e muitas delas receberam reconhecimento internacional sem precisar diminuir o nível de seus visuais. O número de artistas Loud kei segue crescendo significativamente; bandas recém formadas incluem Ninth in Pluto e Damned.
Expressamente, a primeira e segunda ondas tocam principalmente nu metal e hard rock, e suas vestimentas possuem influências da moda emo e rock ocidental: como roupas e maquiagem majoritariamente pretas (simples, porém marcantes), acessórios, ternos, calças justas e jaquetas de couro. Os artistas tendem
à eliminar a estética feminina tradicional do visual kei. Já a terceira não hesita em retratar o estilo visual kei excêntrico, e trabalha com gêneros mais extremos como metalcore ou deathcore, arena rock, etc, e suas músicas mostram alta complexidade técnica.

### Kobushi kei
Visual Doctor Noru disse que no subgênero Kobushi kei (拳系) as bandas possuem um som pesado com afinações de nível mais baixo, influências do death metal e ênfase no baixo. O nome, que significa "estilo de punhos" descreve como os fãs levantavam suas mãos fechadas em vez de fazer os movimentos comuns para a plateia de shows visual kei. Vkgy definiu "Kobushi kei" apenas como uma subcategoria do Loud kei; uma descrição da primeira era ou um nome inicial.

## Menhera kei
Em japonês, o termo Menhera (メンヘラ) refere-se a alguém com transtornos mentais. A categorização menhera kei é dada a bandas (geralmente estabelecidas na década de 2010) que abordam claramente transtornos mentais e questões de saúde mental, como automutilação, ideação suicida e yandere. A partir da década de 2010, esse subgênero se tornou tendência na cena visual kei; bandas que carregam essa temática começaram a se destacar entre os seguidores do movimento, de acordo com a revista Rock and Read. O grupo R-Shitei foi considerado pioneiro do subgênero e o portal Real Sound destacou o Amai Bouryoku por abordar esses temas de forma bem-humorada. Outras bandas exemplares são  0.1g no Gosan, Xaa-Xaa e The Raid.

## Misshitsu kei
Misshitsu kei (密室系) ou Chikashitsu kei (地下室系) caracteriza-se por bandas que possuem uma atmosfera bizarra, de contracultura e imoderada. Os nomes são derivados da gravadora Misshitsu Neurose, fundada pelo Cali≠gari e que convidou a Mucc, tornando os dois representantes do subgênero, e pela série de shows chamados Tokyo Chikashitsu, categorizando então as bandas que participaram dos eventos como Guruguru Eigakan e Inugami Circus Dan. Assim como o Wafuu kei, artistas desse subgênero são comumente classificados como Angura kei no Ocidente.
O website vkgy considera que de 1998 a 2004, o Misshitsu Kei foi uma cena genuína e distinta. Porém, as bandas frequentemente se misturam com outros subgêneros.

## Nagoya kei
Na região de Nagoya e da prefeitura de Aichi, bandas independentes que davam mais ênfase a música e possuíam um estilo mais sombrio, pesado e gótico do que as bandas visual kei comuns, começaram a surgir no início dos anos 1990. Ainda que algumas tenham ido a Tóquio para expandir suas carreiras, devido as raízes formadas nessa região surgiu o Nagoya Kei (名古屋系), considerando um dos mais importantess subgêneros do visual kei. O Nagoya Kei é inspirado principalmente pelo rock gótico, death metal e post-punk. Arranjos complexos de guitarra complexos e sons pesados de baixo frequentemente fazem parte da suas músicas, que incluem letras soturnas. Os músicos costumam dar mais ênfase a música do que ao visual, ainda que suas apresentações teatrais chamem atenção por serem grotescas e melancólicas, com a presença de cruzes, caixões, bandagens, etc. Uma de suas obras mais importantes é o álbum de Kuroyume Nakigara O..., que influenciou o visual kei como um todo. Outros trabalhos emblemáticos incluem Taiyō no Toriko de Fanatic Crisis, o álbum de estreia auto-intitulado de Rouage, e o single "Watashi ga Kieru" (私が消える) de Laputa. A casa de shows Nagoya Music Farm é chamada de "terra sagrada do Nagoya kei", pois muitas bandas do estilo tocam lá frequentemente.
Silver~Rose (formado em 1989) e Kuroyume (formado em 1991) são considerados vanguardistas do gênero e descritos como "os dois grandes de Nagoya" da época. O objetivo de Kuroyume era ser contra o mainstream. Com Laputa (formado em 1993), os três são creditados como "criadores do estilo Nagoya kei inicial". Rouage, Fanatic Crisis e Merry Go Round também contribuíram significativamente para a propagação da vertente. Após o fim do Silver~Rose e mudança de estilo do Kuroyume, Laputa e Rouage foram considerados "os dois gigantes de Nagoya" subsequentes, que ajudaram o subgênero a crescer ao lado do auge do visual kei nos anos 90. É dito que a segunda geração começou a surgir no meio dos anos 90, mais especificamente entre 1996 e 1997, com bandas como Lamiel e Kein. Quando as duas se separaram em 2000, alguns de seus membros formaram o Deadman.
Durante o surgimento da segunda geração, muitas bandas clássicas de Nagoya moveram em direção a sons distintos. Keito Ozaki do Real Sound listou que Kuroyume se tornou punk rock, Laputa incorporou o som digital, Fanatic Crisis foi ao pop e Merry Go Round se tornou ainda mais "maníaco, eroguro e underground". Portanto, alguns consideram que o verdadeiro Nagoya kei desapareceu junto com o declínio do visual kei nos anos 2000. Caso contrário, é relatado que a terceira geração começou em 2003 e segue até hoje. Lynch é descrita como uma das mais populares da terceira geração, porém seu frontman Hazuki não a considera uma banda de Nagoya kei. Outras bandas representativas da "terceira geração" são Unsraw e Deathgaze. Essa nova geração possui poucas semelhanças com o Nagoya kei original, tendo mais proximidade com o Loud kei. Arlequin (formada em 2013) se auto-intitula "próxima geração do Nagoya Kei", apesar de serem de Tóquio.
Os grupos desta região tinham uma proximidade notável entre si. Músicos eram influenciados uns pelos outros e iam de uma banda a outra. Após o fim do Silver~Rose, Kaiki e Rika entraram no Rouage e Kouichi no Laputa, após o guitarrista anterior do Laputa entrar pro Merry Go Round. Reo do Lynch, que fez parte das bandas Kein, Lustair e Gullet, contou ao portal JaME World:
"Nagoya tem uma população menor do que Tóquio ou Osaka, então a cena musical é realmente condensada. Como estamos ativos em Nagoya, conhecemos quase todas as bandas e o alcance de nossas atividades é pequeno, por isso temos relações mais fortes com seniores, júniores e colegas do que os outros."

## Osare kei
Osare (オサレ) é uma gíria japonesa que surgiu na internet nos anos 2000. Ela se refere a algo "fashion" (em japonês, Oshare (お洒落)) de forma sarcástica.

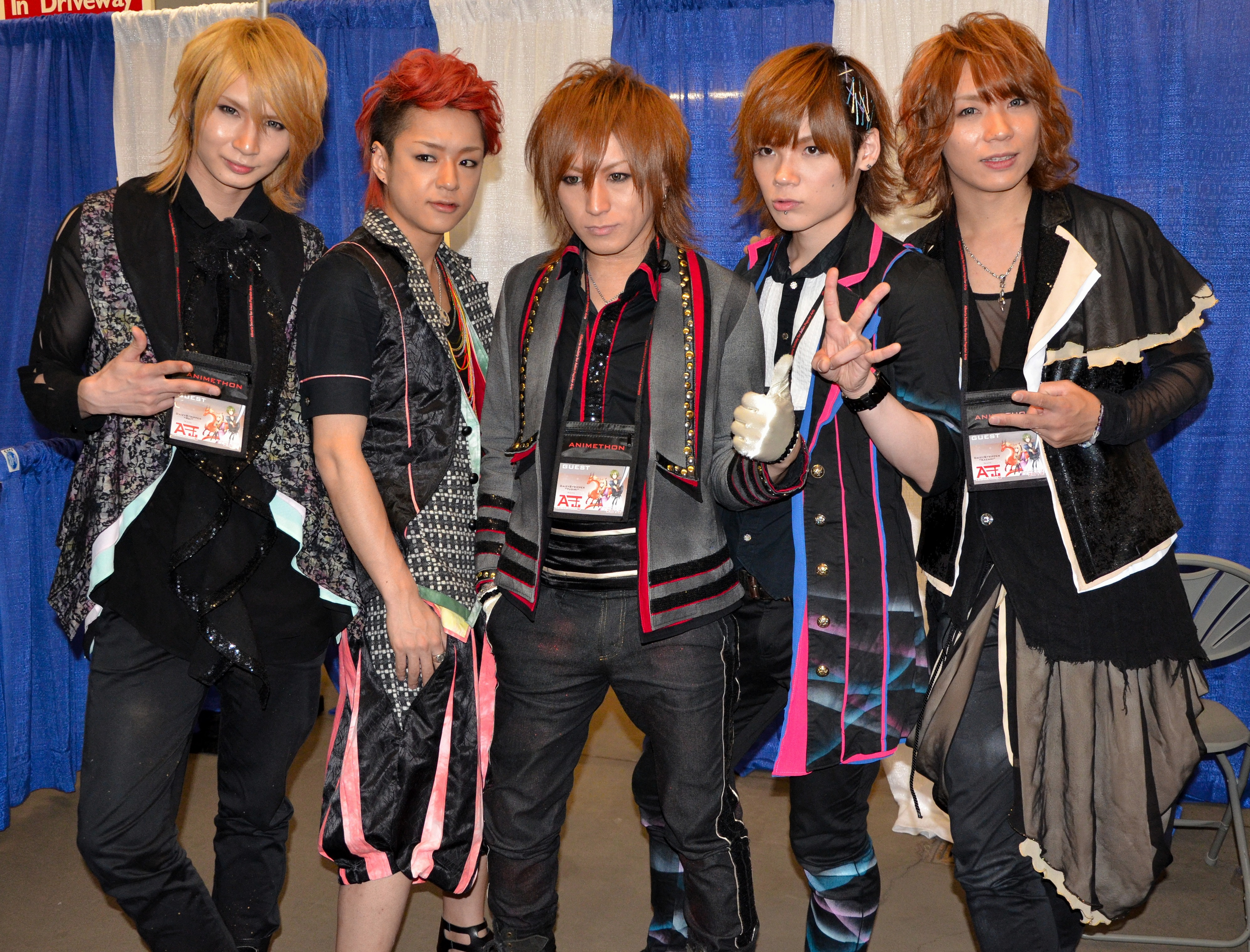
Daizystripper, uma banda de osare kei, em 2012 na convenção Animethon.

No subgênero Osare kei (オサレ系) ou Oshare kei (お洒落系) os artistas possuem uma temática alegre, fashion, fofa e otimista, refletida em suas letras e atmosfera. As vestimentas e acessórios se apresentam mais brilhantes, coloridas e vibrantes do que o visual kei original já faz, porém implementados de forma a passar uma imagem mais positiva. Eles comumente tocam pop rock e pop punk e ás vezes hard rock. Emergiu no meio de bandas independentes da segunda geração, mais especificamente entre 2002 e 2004, quando o kote kei estava começando a perder fama.
Baroque é amplamente considerada como criadora do gênero, seguida por Kra, Charlotte e An Cafe. Estes dois últimos se tornaram notavelmente populares no exterior. Outras bandas famosas são LM.C, SuG e Megamasso.

## Pikopiko kei
É frequente na cena musical japonesas artistas que incorporam elementos de música eletrônica, digital, techno, lo-fi, sintetizadores e semelhantes. Quando categorizados, já receberam diversos nomes nomes como Uchikomi kei (打ち込み系), digirock (デジロック), Densha kei (電車系), etc, porém o mais frequente é Pikopiko kei (ピコピコ系). Pikopiko é uma onomatopeia para som de bipe.
Visualmente, os artistas podem apresentar estilos futurísticas, sci-fi, cybergoth, videogames retrô e itens como CDs e disquetes, cabos, e usar lasers em apresentações ao vivo. Artistas que mesclam o estilo Shironuri com o Pikopiko kei são comuns, e são por vezes incluídos na vertente Shironuri pikopiko (白塗りピコピコ). O website Squize comentou que houve uma tendência entre grupos de Hokkaido serem Pikopiko.
A banda Metronome é representativa do subgênero. Há também Soft Ballet, que apesar de não ser visual kei, esteve bem próxima do movimento. De acordo com o vkgy, como pikopiko se refere ao som de bipe e noise, há discrepâncias em incorporar bandas de outros tipos de música eletrônica como Schwarz Stein, Blam Honey e Amadeus. Neste caso, elas seriam categorizadas como Uchikomi kei (打ち込み系). Ele também considera Pikopiko kei como subgênero moderamente, por conta disso.

## Shironuri kei
Shironuri (白塗り) é o termo japonês para a maquiagem que cobre o rosto de branco. Artistas visual kei que se apresentam desta forma (podendo ser apenas um ou mais membros da banda) são nomeados como Shironuri kei (白塗り系). Também podem acompanhar outros elementos na pintura como preto ou vermelho ao redor dos olhos ou boca. Por ter apenas essa característica como definição, muitos artistas também fazem parte de outros subgêneros, mais frequentemente o Misshitsu kei e o Pikopiko kei. Em relação a suas raízes, o shironuri kei associa-se mais ao movimento Angura do que o teatro kabuki ou o corpse paint, mas não necessariamente exclui os dois.
Em 2000, a Nippon Crown lançou a compilação Ikei no Utage apresentando os artistas shironuri Guruguru Eigakan, Inugami Circus Dan e Jigokue. No mesmo ano foi aberta a gravadora Art Pop Records, que além de contar com vários artistas shironuri kei como Metronome e Nogod, produz a série de eventos ao vivo Shironuri Gakuen. Artistas mais atuais incluem Kizu, Golden Bomber e Kane to Juusei.

## Showa kayou kei
Showa kayou kei (昭和歌謡系) é uma vertente aplicada à bandas que fazem referência ao Japão retrô dos anos 1930 a 1980, durante a era Showa, principalmente às músicas populares (kayou) na época. O subgênero também pode ser chamado de Aishuu kei (哀愁系) ou Retro kei. Visualmente, costumam apresentar uma aparência mais simples entre o visual kei, podendo incluir vestimentas como uniformes militares ou escolares, alegoria nacionalista, equipamentos eletrônicos antigos, em imagens em tons de sépia ou sem saturação. Musicalmente, é principalmente rock porém com melodia e sensibilidade da música pop retrô japonesa, seguindo influências de kayokyoku, folk, enka, group sounds, etc. Especialmente as canções de amor e melancólicas da época. Esse aspecto não costuma ser exclusivo nos artistas; a grande maioria deles também faz parte de outros subgêneros.
No início dos anos 2000, Mucc, Kagerou e Merry se tornaram populares por seus conceitos únicos entre as outras bandas de visual kei, entre eles referências à elementos e música da era Showa. Já entre 2003 e 2004, houve o nascimento de outras três bandas representativas do Showa kayou kei: Doremidan, SID e Jinkaku Radio. Em 2020, três vocalistas visual kei iniciaram o projeto de enka Sakura Zensen.

## Soft kei
Soft kei (ソフ系) é caracterizado por ter uma estética mais branda que o visual kei original, com roupas mais suaves e maquiagem leve. Surgiu em um período crucial entre 1994 e 1996, quando o fenômeno otokonoko estava se tornando popular no Japão ao mesmo tempo que artistas visual kei famosos, como Kuroyume e Luna Sea, estavam trocando a aparência exuberante original por um estilo mais casual e sutil. Tais bandas alcançaram enorme sucesso comercial graças a abordagem mais acessível.
Sophia foi considerada a banda pioneira do Soft kei, enquanto outros artistas exemplares incluem Siam Shade, Janne Da Arc e Glay. Pode ser considerado o subgênero oposto do Kote kei.

## Tanbi kei

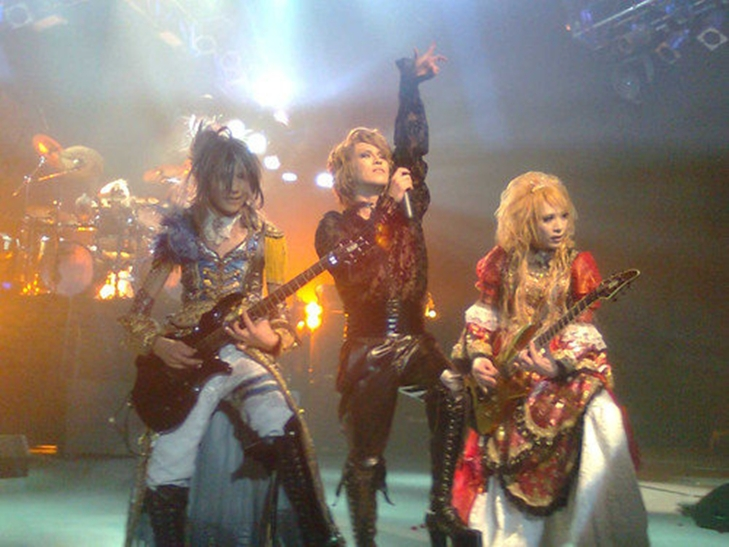
Versailles no Chile em 2010.

Essa vertente é dada a bandas que utilizam um estilo trazido da nobreza e aristocracia europeia, especialmente a França, e dos seus respectivos estilos vitoriano, barroco, e rococó, de forma bem elaborada e extravagante. Ao contrário de muitas vertentes, ela enfatiza a beleza e a elegância e deixa de lado os elementos grotescos. Frequentemente, um dos membros se veste como otokonoko evocando a moda Lolita, enquanto os vocalistas fazem o papel de príncipe. O som é predominantemente rock neoclássico e power metal sinfônico, com alguns grupos tocando rock gótico. Há vocais teatrais e tecnicalidade nas guitarras. Naturalmente, podem apresentar instrumentos europeus antigos como cravo.
Malice Mizer é amplamente reconhecida como a fundadora do subgênero. Em seu álbum de estreia memoire, fizeram referência a artista francesa Mylène Farmer e gravaram seu videoclipe mais famoso, "Bel Air", na França. Kamijo, que foi roadie deles, liderou a banda Lareine de 1994 a 2006 com temas similares porém sua própria identidade, abordando conceitos como romance e flores. Eles regravaram o tema de abertura do anime Versailles no Bara, que é considerado responsável por popularizar a imagem da realeza francesa no Japão. Com Hizaki, que tocava power metal sinfônico com uma imagem de princesa em seu projeto solo desde 2004, Kamijo fundou a banda Versailles em 2007 com tal sonoridade. Outros artistas representativos são Raphael, D, Matenrou Opera e Kaya. Surgiram dois supergrupos temporários de artistas tanbi kei: o Node of Scherzo em 2007, com Juka, Kaya e Hizaki e seus membros suporte, e o JVM Roses Blood Symphony em 2023, com os membros do Moi dix Mois, Versailles, D, e Matenrou Opera. Uma banda representativa mais recente é a Zeke Deux.
Há também muitos artistas que fundem o Tanbi kei com o gótico, como Moi dix Mois e Schwarz Stein. Tanbi metal é algumas vezes mencionado como subcategoria, descrevendo as bandas tanbi que tocam power metal como o Versailles.

### Ouji kei
Megan Pfeifle, da Universidade George Mason, descreveu um subgênero nomeado Ouji kei ou Kodona kei como estilo "príncipe" ou "menininho". Foi especificado pela revista Gothic & Lolita Bible como a "versão para garotos da moda lolita vitoriana". O termo foi cunhado pelo vocalista Ryutaro Arimura do Plastic Tree, sendo um de seus representantes. O website vkgy, considerando que Ouji kei se refere apenas à imagem principesca do Kamijo, não o considera um subgênero válido.

## Wafuu kei

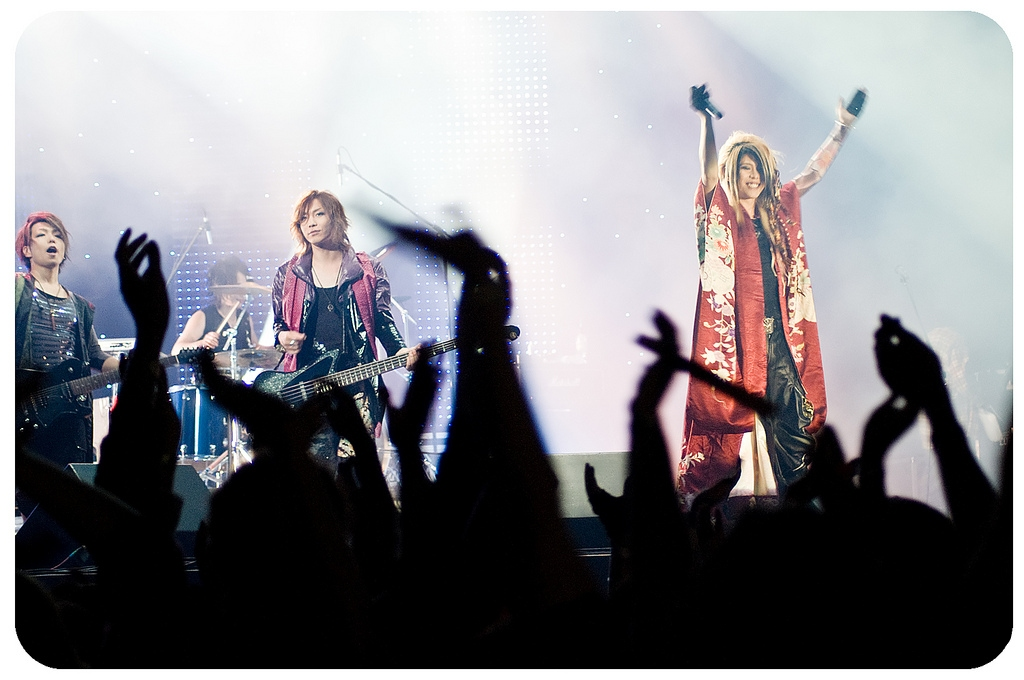
Kagrra, adotava o conceito de unir aspectos do Japão clássico com o rock.

Wafuu kei (和風系) (muitas vezes chamado de Angura kei (黒服系; lit. "estilo underground"), principalmente no ocidente) é o subgênero dado à bandas que tem seu conceito sobretudo baseado na cultura e aspectos do Japão antigo. Vestem-se principalmente com kimonos e yukatas em conjunto com as características do visual kei e podem ter acessórios como guarda-chuvas antigos, bonecas, máscaras teatrais e leques. Cenários referenciando o Japão antigo são apresentados; florestas, templos ou toriis, por exemplo. Não menos importante, vinculam histórias do folclore, o teatro kabuki, o Japão feudal, samurais, etc. Todavia, é mais comum o uso de botas de couro do que os calçados geta. Bandas que fundem essa vertente com o Kote kei são por vezes categorizadas como Wafuu kote kei.
Evidentemente, em suas músicas adicionam instrumentos ancestrais como koto, shimasen, yokobue, etc. Os vocais também podem ser inspirados no modo de cantar da época, e eles frequentemente fazem referências a canções clássicas como Kagome Kagome. Assim como no visual kei como um todo, os gêneros musicais principal variam do pop rock ao death metal.
Virushana (美流沙女) é creditada como a primeira banda Wafuu, nos seus visuais do ano 1999. Kagrra, é notada como a maior representante. Kiryu foi descrita como representante da segunda geração. Outros artistas incluem -Shintenchi Kaibyaku Shudan- Zigzag, Onmyo-za, D e Memento Mori.